# Muhammad Asad Malik
Pour les articles homonymes, voir Malik.
Muhammad Asad Malik (né le 30 octobre 1941 et mort le 27 juillet 2020 au Pakistan) est un joueur de hockey sur gazon pakistanais. 
Avec l'équipe du Pakistan de hockey sur gazon, il est médaillé d'or aux Jeux olympiques d'été de 1968, aux Jeux asiatiques de 1962 et aux Jeux asiatiques de 1970, ainsi que médaillé d'argent aux Jeux olympiques d'été de 1964, aux Jeux asiatiques de 1966 et aux Jeux olympiques d'été de 1972.